# Municipio de Westfield (Carolina del Norte)
El municipio de Westfield (en inglés: Westfield Township) es un municipio ubicado en el  condado de Surry en el estado estadounidense de Carolina del Norte. En el año 2010 tenía una población de 2.648 habitantes.

## Geografía
El municipio de Westfield se encuentra ubicado en las coordenadas 36°30′52.47″N 80°43′55.25″O / 36.5145750, -80.7320139.